# Estação Tolbiac
Tolbiac é uma estação da linha 7 do Metrô de Paris, localizada no 13.º arrondissement de Paris.

## Localização
A estação se situa sob a avenue d'Italie, ao sul da rue de Tolbiac.

## História
A estação foi inaugurada em 7 de março de 1930, durante a extensão da linha 10 para Porte de Choisy. Um ano mais tarde, ela foi integrada na linha 7.
Seu nome vem da rue de Tolbiac, próxima da estação. Tolbiac é o antigo nome de uma cidade da região de Colônia (atual Zülpich), que deu o seu nome a uma batalha vencida por Clóvis sobre os Alamanos em 496.
Ela viu entrar 3 582 639 passageiros em 2013, o que a coloca na 148ª posição das estações de metrô por sua frequência.

## Serviços aos Passageiros

### Acessos

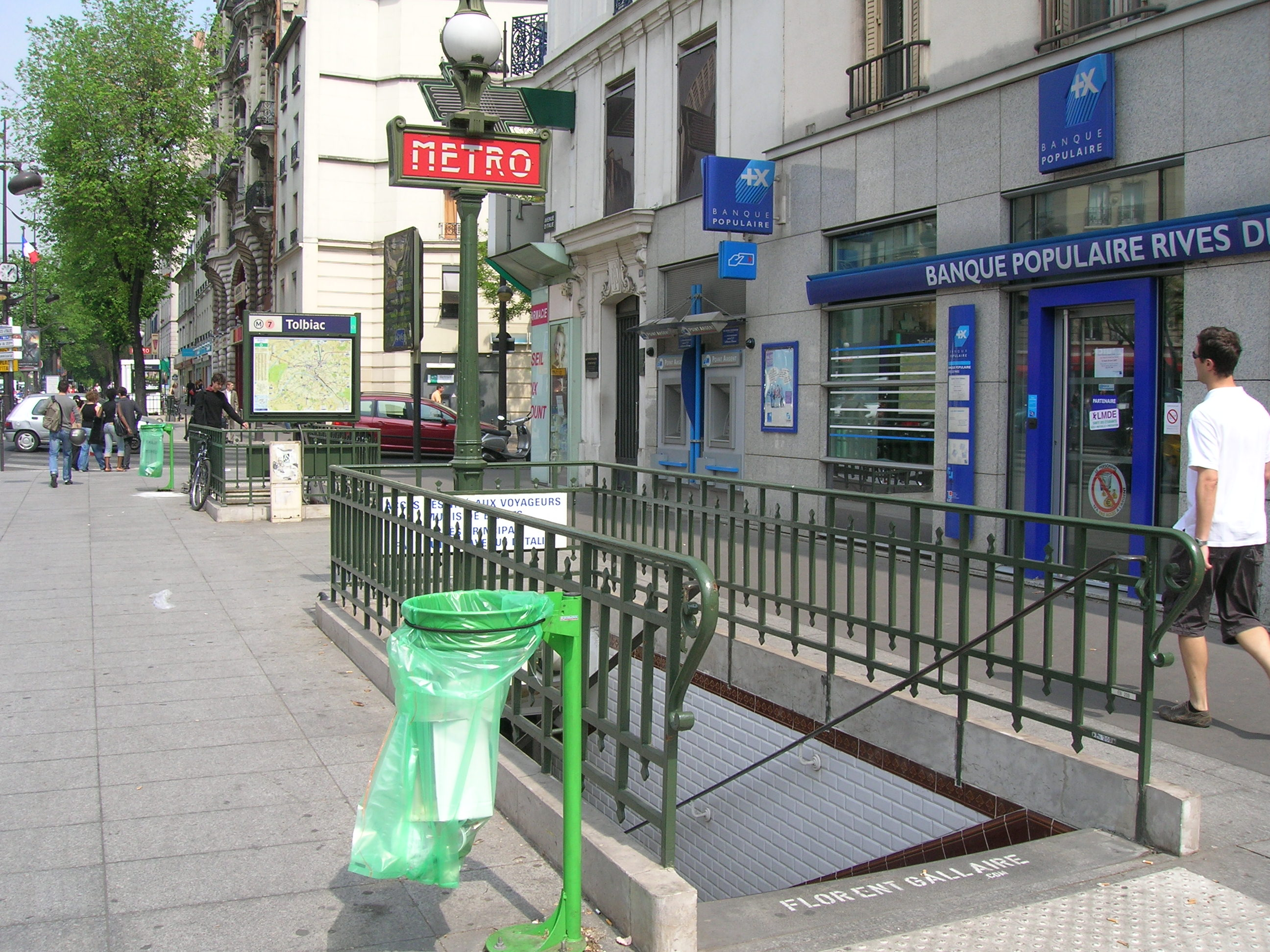
Um dos acessos da estação

A estação possui três acessos situados nos números 55/57, 59 e 76 da avenue d'Italie, na esquina da rue de Tolbiac.

### Plataformas
Tolbiac é uma estação de configuração padrão: ela possui duas plataformas laterais, separadas pelas vias do metrô e a abóbada é elíptica. A decoração é do estilo utilizado pela maioria das estações de metrô: a faixa de iluminação é branca e arredondada no estilo "Gaudin" da renovação do metrô da década de 2000 e as telhas em cerâmica brancas biseladas recobrem os pés-direitos, a abóbada e o tímpano. Os quadros publicitários são em faiança da cor de mel e o nome da estação é também em faiança. Os assentos são do estilo "Motte" de cor vermelha.

### Intermodalidade
A estação é servida pelas linhas 47 e 62 e pela do serviço urbano La Traverse Bièvre Montsouris da rede de ônibus RATP.

## Pontos turísticos
- Bairro asiático
- Parc de Choisy
- Lycée Claude-Monet